# 龙洞镇
龙洞镇，是中华人民共和国湖南省湘潭市湘乡市下辖的一个乡镇级行政单位。

## 行政区划
龙洞镇下辖以下地区：
垦殖场社区、罗塘湾社区、乐昌村、建时村、泉冲村、石头村、界牌村、
和睦村、箭塘村、龙洞村、中朝村、楠香村、七星村、瑶湖村、泉湖村、雅苗村、
长太村、康加村、上义村、大田村、印子村、湘江村、集义村、小田村。